# Vagif Javadov
Vagif Javadov (Bakoe, 25 mei 1989) is een Azerbeidzjaans voetballer die als aanvaller speelt. In januari 2016 verruilde hij FK Khazar Lenkoran voor Sumqayıt PFK.

## Carrière

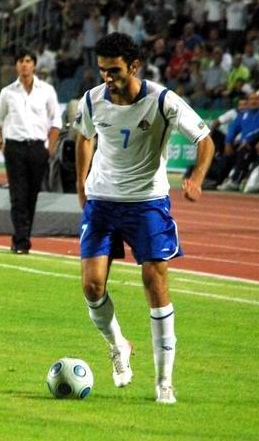
Javadov in actie voor Azerbeidzjan

### Jeugd
Javadov is geboren in Bakoe in Azerbeidzjan. Hij begon met voetbal op zijn 7e en deed een lokale voetbalschool aan die onder leiding stond van Vagif Pashayev. Op zijn 11e werd hij door CSKA Moskou ingelijfd voor de jeugdopleiding. Het eerste team haalde hij uiteindelijk niet.

### Senioren
In januari 2007 maakte hij de overstap naar FK Qarabağ in zijn geboorteland. In twee jaar tijd kwam hij tot 77 competitieoptredens waarin hij twintigmaal doel trof. In seizoen 2008/09 won hij met de club het bekertoernooi. Javadov werd in 2009 uitgeroepen tot Azerbeidzjaans voetballer van het jaar.

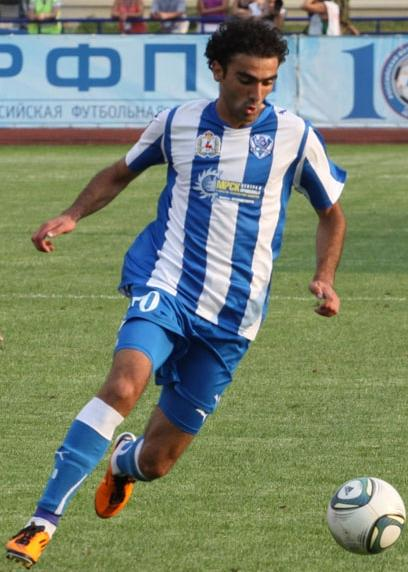
Javadov bij Volga

Eind december 2009 kwamen er berichten door dat Javadov de overstap zou maken naar FC Twente. De Twentsche Courant Tubantia meldde dat de 20-jarige aanvaller een contract voor drie jaar gaat tekenen met een optie voor een extra jaar. Op 11 januari 2010 maakte Twente de komst definitief. Javadov tekende tot medio 2013. Vanwege een knieblessure kon hij pas in april zijn debuut maken voor de club, al was dit wel bij het beloftenelftal.
In het seizoen 2010/11 wordt Javadov door Twente uitgeleend aan FK Bakoe uit zijn geboorteland-en stad. Hij speelde daar 23 duels en wist viermaal te scoren. Zijn terugkeer bij FC Twente liep echter uit op een teleurstelling. Bij de oefenwedstrijden tegen de amateurs behoorde hij niet eens tot de selectie. Eind juni werd dan ook zijn contract ontbonden. Een dag later vond hij in Volga Nizjni Novgorod een nieuwe club in de Russische Eerste Divisie.
Vanaf begin 2012 kwam hij uit voor FK Qarabağ en in juni 2013 stapte hij over naar FK Inter Bakoe. In het seizoen 2014/15 kwam hij uit voor Gaziantep Büyükşehir Belediyespor in Turkije, met vijftien optredens in de Turkse competitie. Halverwege de jaargang 2014/15 maakte Javadov de overstap naar Boluspor, waar hij een contract tekende voor een halfjaar, met een optie voor een additioneel seizoen. Medio 2015 kwam hij bij FK Khazar Lenkoran dat hem verhuurde aan Qäbälä PFK. Sinds begin 2016 komt Javadov uit voor Sumqayıt PFK.